# Salzburg Domkirke
Salzburg Domkirke (tysk: Salzburger Dom) er domkirke for det romerskekatolske ærkestift Salzburg, og er indviet i Sankt Ruperts og Virgils navn.
Grundstenen til domkirken blev lagt i 1614 og den blev indviet den 25. september 1628. Barokbygningen er 101 meter lang, tværskibet er på 69 meter. Tårnhøjden er på 81 meter, kuppelhøjden 79 meter og hovedskibets højde er på 32 meter. Domkirken rummer 900 siddepladser.
Salvatorklokken, der er Østrigs næststørste kirkeklokke, hænger som den eneste i domkirkens nordtårn.